# Heverlee
Heverlee est une section de la ville belge de Louvain située en Région flamande dans la province du Brabant flamand. C'était une commune à part entière avant la fusion des communes de 1977.

## Étymologie
On trouve aussi les formes Héverlé, Heveren et Hever.

## Évolution démographique
- Sources : INS, Rem. : 1831 jusqu'en 1970 = recensements, 1976 = nombre d'habitants au 31 décembre.

## Histoire

### Liste des seigneurs d'Heverlee
- Reiner II van Heverlee, prolongea la branche des seigneurs d'Heverlee[3] ;
- Henri II de Velpen († 1347), dit aussi Henri II Éveraerts, seigneur de Velp, Heylissem et Heverlee, marié avec Cécile van Goetsenhoven[4],[5] ;
- Éveraert de Velpen, fils de Henri II, écuyer, seigneur de Opvelp, de Neervelp, d'Heylissem et d'Heverlee[6].

### Accident du tunnel de Sierre
Sept élèves et deux accompagnateurs de l'école Sint-Lambertus de Heverlee de retour de leur classe de neige, sont décédés à la suite de l'accident de leur autocar scolaire qui s'est produit le 13 mars 2012 à 21 h 15 dans le tunnel de Sierre sur l'autoroute suisse A9 près de Sierre.

## Géographie
Le village d'Heverlee ne doit pas être confondu avec Oud-Heverlee, autre village se trouvant près du bois d'Heverlee, qui doit son nom au fait d'être plus ancien que le village d'Heverlee.
Le bois de Heverlee formait autrefois un même ensemble avec la forêt de Soignes. Aujourd'hui, les bois d'Heverlee font partie de la zone Natura 2000 « Vallées de la Dyle, Lasne et IJse avec forêts adjacentes et zones marécageuses » (BE2400011). Il s'y trouve un parcours de statues en bois créées par le sculpteur Ad Wouters.

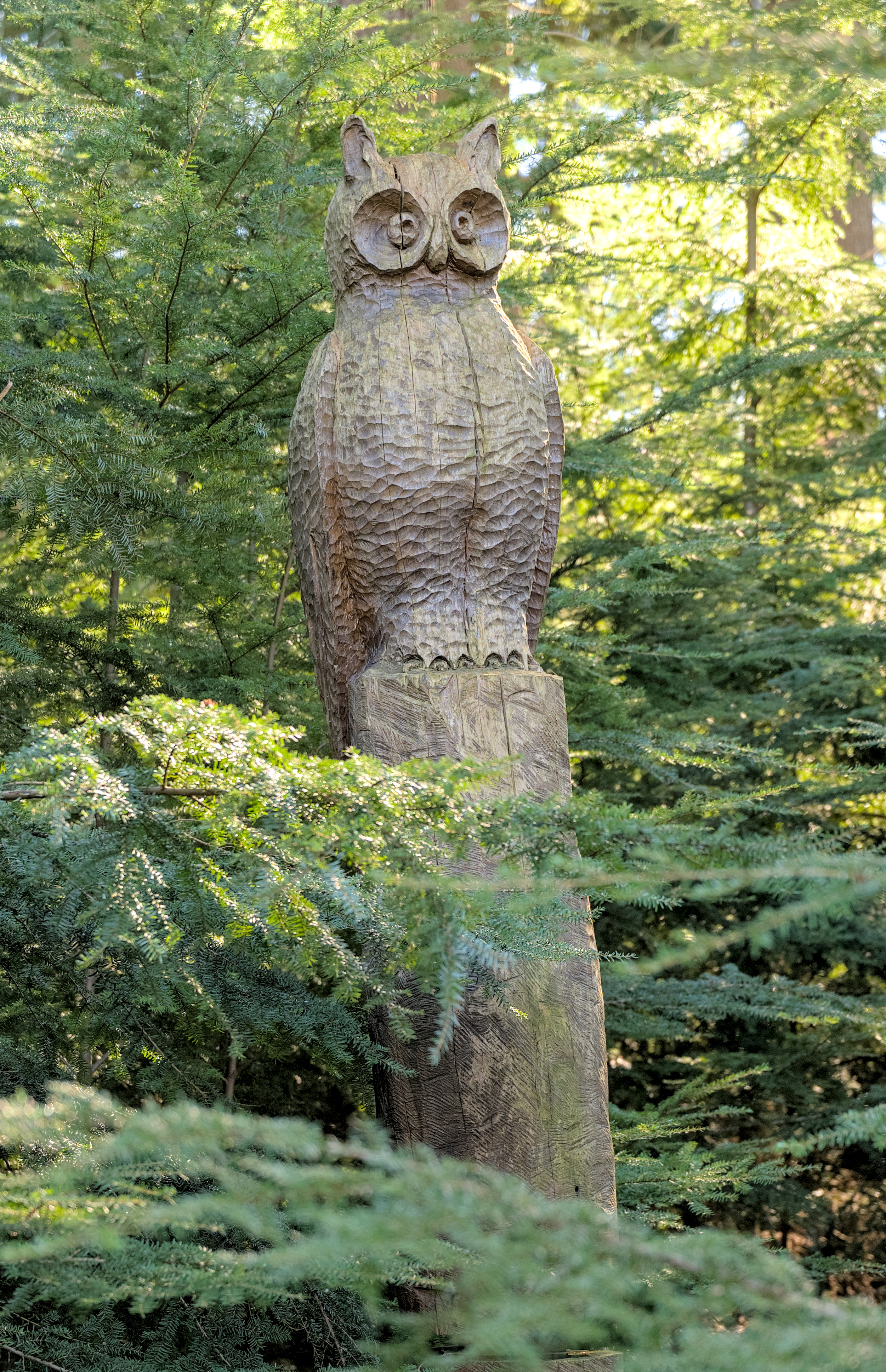
Statue Ignatius par Ad Wouters.
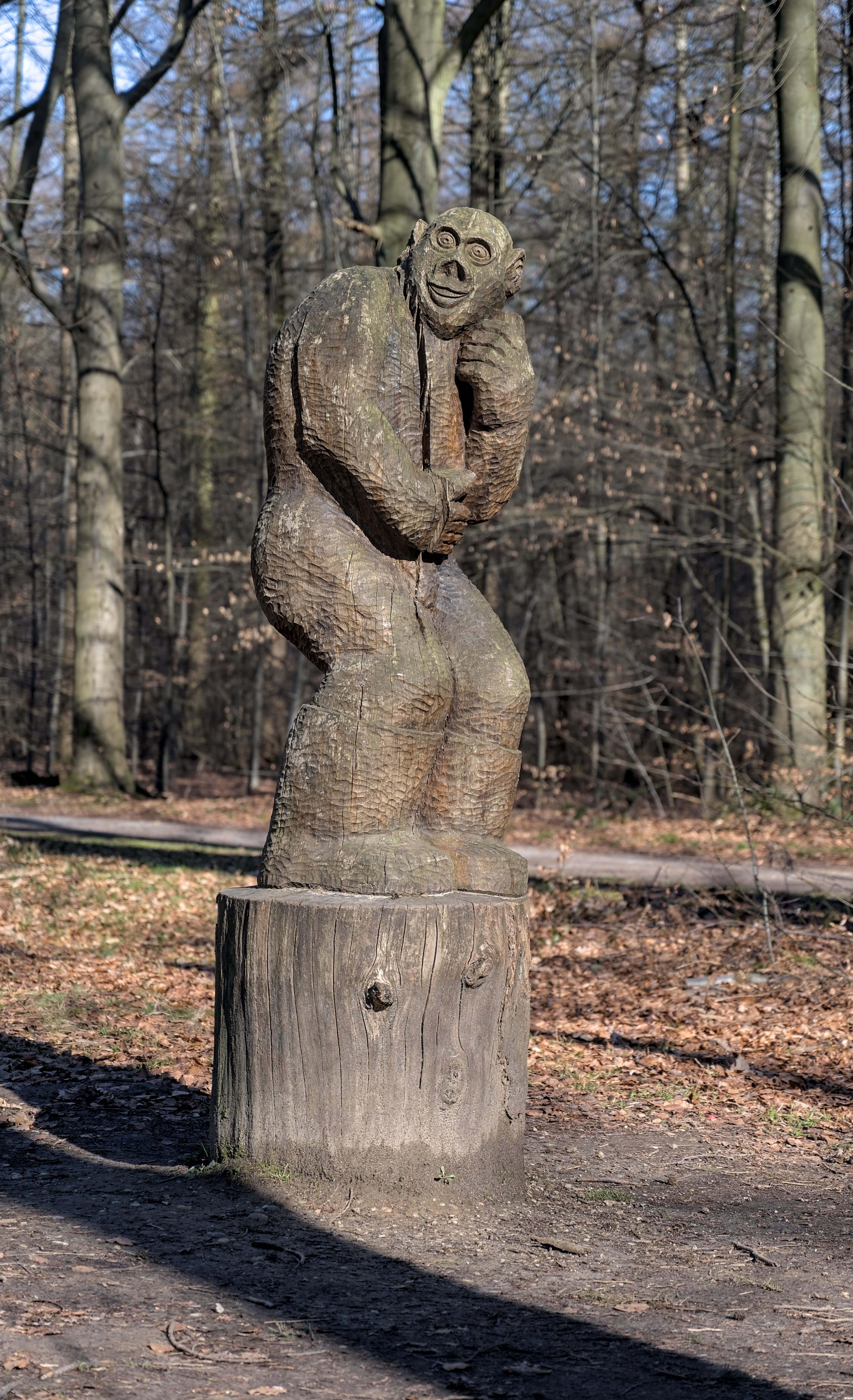
L'homme de Neandertal par Ad Wouters.

## Administration
La localité d'Heverlee se trouve au sud de la ville de Louvain et compte 21 721 habitants en 2007.

## Culture locale et patrimoine

### Vieilles pierres
Le château d'Arenberg se trouve à Heverlee.

### Enseignement
Heverlee héberge une partie du campus de la Katholieke Universiteit Leuven (facultés des sciences exactes, des sciences de l'ingénieur et des sciences du bio-ingénieur), ainsi qu'une partie de la Haute-école catholique de Louvain.
De plus, la Faculté de théologie évangélique de Louvain y est installée.

## Aspects religieux

### Maisons religieuses
Heverlee abrite plusieurs maisons religieuses, certaines très anciennes, telles le prieuré des Célestins (devenu la bibliothèque du campus d'Arenberg) et l'abbaye prémontrée de Park, d'autres modernes, telle l'ancien théologat des Jésuites flamands (Waversebaan).   

### Paroisse
De grands biens de la paroisse d'Héverlé appartenaient autrefois à l'abbaye de Parc[réf. souhaitée]. Cette abbaye perçoit alors les dîmes, acquises en partie en 1339 du seigneur d'Héverlé.[réf. nécessaire]
Du temps de l'abbé Ferdinand de Loyers (1756-1762), le patronage de l'église Saint-Lambert à Heverlee est dévolu à l'écolâtre de la collégiale Saint-Barthélemy de Liège, mais l'église Saint-Lambert est desservie par les chanoines de l'abbaye.
Cet abbé renouvelle le presbytère et l'église durant son mandat.[à vérifier]

## Personnalités liées
- Saint Hubert (656-727) Vint en 727 à Heverlee malgré sa faiblesse et son grand âge, pour y bénir une église construite par un seigneur du Brabant. Il y fut admiré par la foule accourue à la cérémonie tant il témoignait de piété et de dévotion. Il y prononça un discours de trois heures qui fut le dernier de sa vie. Il poursuivit sa route avec ses compagnons vers Tervuren où il possédait une métairie et fit halte à Leefdael[8].
- Anne-Marie et Antoinette de Caunes, venant du couvent d'Heverlee, réfugiées en France, sont « justes parmi les nations » pour leur accueil d'une quarantaine d'enfants juifs pendant la Seconde Guerre mondiale.
- Alfred Delaunois (1875-1941), mort à Heverlee.
- Ferdinand-Joseph Moulart (1832-1904), ecclésiaste et professeur de Droit civil canonique, y est mort.
- Michael Windey (1921-2009), prêtre jésuite belge, missionnaire en Inde y est mort.